# 백암초등학교 (전북)
백암초등학교는 대한민국 전북특별자치도 정읍시에 있는 공립 초등학교이다.

## 학교 연혁
- 1955. 04. 27 백암국민학교 개교
- 1984. 03. 05 백암국민학교 병설유치원 개원
- 1984. 10. 16 본관 10교실 신축
- 1996. 03. 01 백암초등학교로 교명 개정
- 2000. 10. 16 서울신용산초등학교와 자매결연
- 2001. 03. 01 도지정 수학과교실수업개선 시범학교지정
- 2003. 06. 02-05 서울특별시교육청 초청 난타공연(서울랜드)
- 2004. 12. 07 신축공사(화장실2, 특별실4)
- 2010. 03. 01 방과후학교 연구학교 지정
- 2012. 03. 01 6학급 편성
- 2014. 03. 01 프로젝트형 창의 인성 향상 연구학교 지정
- 2015. 02. 13 제58회 졸업식(총 3,257명)
- 2015. 03. 01 제23대 윤혜자 교장 취임

## 참고 자료
- 백암초등학교 - 한국교육학술정보원 학교알리미